# Carl Theodor Glosemeyer

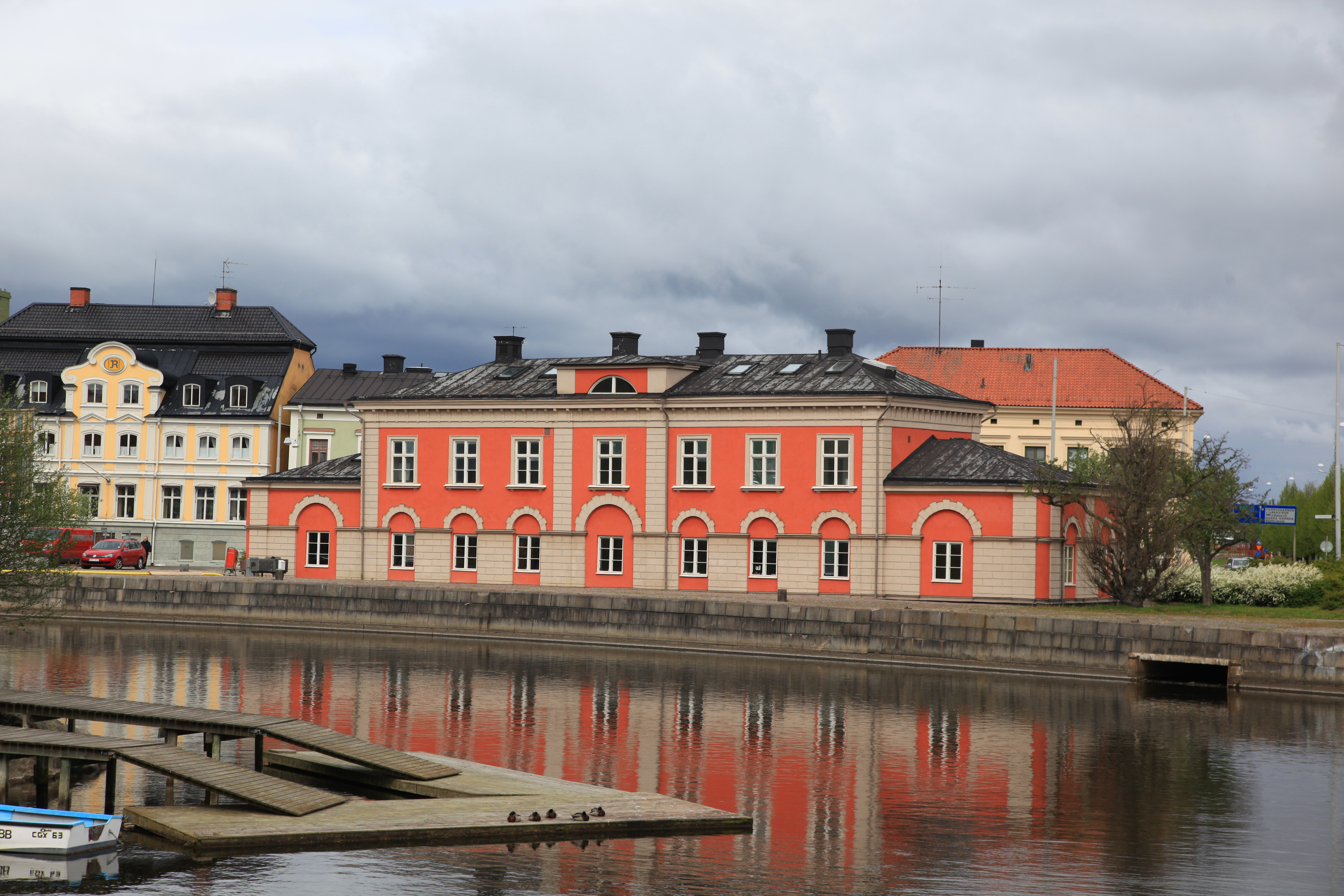
Gamla tullhuset i Norrköping

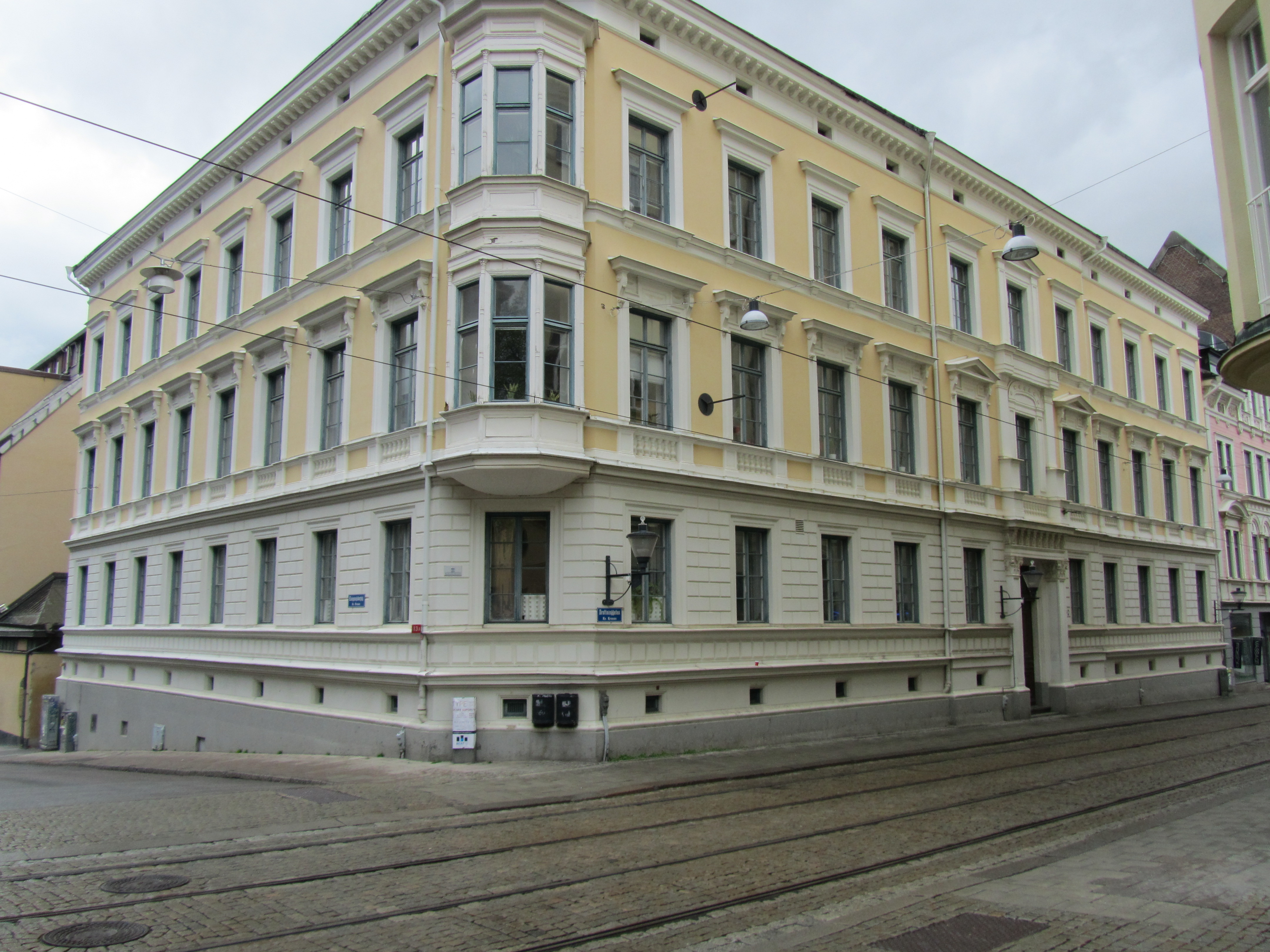
Jacob von Leesenska-Ribbingska huset i Norrköping, 1860-talet

Carl Theodor Glosemeyer, född 1832, död 10 september 1886 i Uppsala, var en svensk arkitekt. 
Carl Theodor Glosemeyer var stadsarkitekt i Norrköping 1885–1886 och ritade bland annat fabriksbyggnader i industrilandskapet, Saltängsskolan, Statens skola för vuxna, Lennings sjukhem samt påbyggnad av Gamla tullhuset.